# Havssälting
Havssälting (Triglochin maritimum) är en flerårig ört tillhörande familjen sältingväxter.

## Beskrivning
Havssälting blir mellan 15 och 60 cm hög och växer ofta i tuvor. Hyllet är foderlikt och 6-taligt. Den blommar mellan juni och augusti. Arten har 6 ståndare, men de 6 småfrukterna är fram till efter blomningen ihopväxta till en klyvfrukt.

### Förväxlingsarter

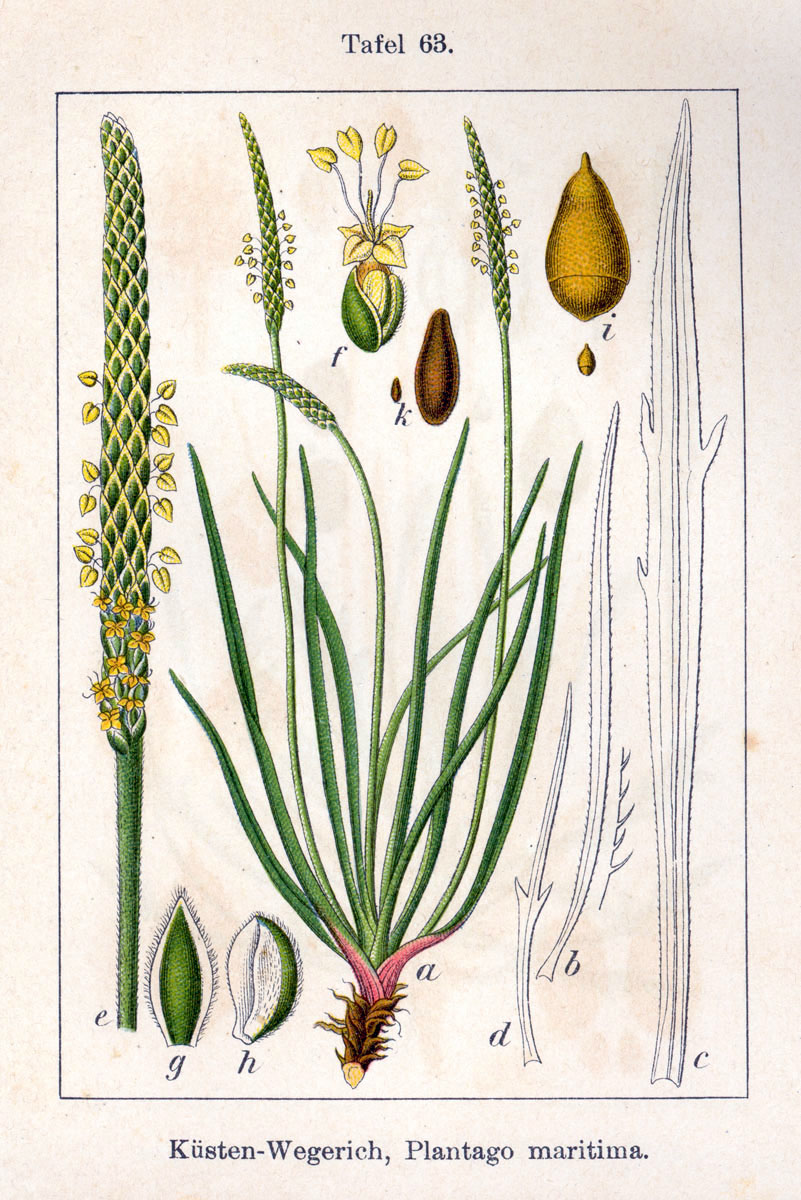
Gulkämpar
Vid (f) fyrtalig blomma

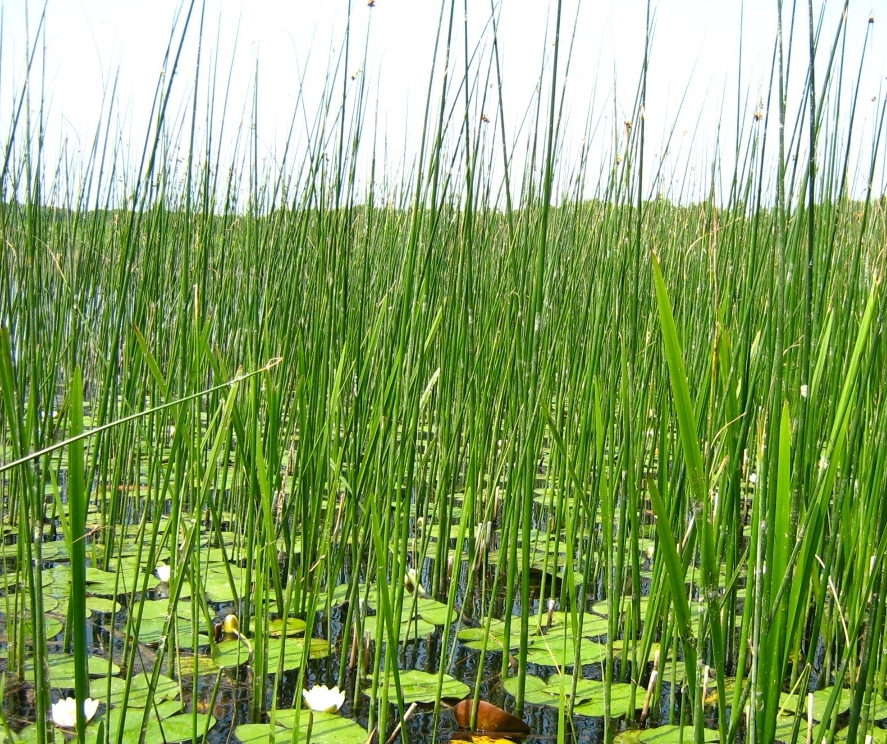
Säv
Scirpetum lacustris

Havssälting kan förväxlas med gulkämpar, eller möjligtvis med kärrsälting.
Gulkämpar har tätare blomställning med fyrtaliga blommor.

Havssälting är normalt något grövre än kärrsälting.
Tros ibland vara någon sorts säv. Säv tillhör dock ett helt annat släkte än havssältingens, nämligen skärmagssläktet, ett halvgräs.

## Habitat
Havssälting förekommer längs samtliga kuststräckor i Norden, men är mycket sällsynt inåt landet. Den är vanlig i anslutning till öppna betade strandängar.

### Utbredningskartor
- Norden
- Norra halvklotet

## Biotop
Havssälting växer på fuktig, gärna lerig, sankmark.

## Etymologi
- Trilochin (latin) syftar på de tre, nedåtriktade fjällen på växtens frön. Se stora bilden till höger, vid A. (5)
- Maritima = havsnära
- Sälting, p g a att växten smakar salt. Av den anledningen är den särskilt begärlig för betande boskap, ty dessa mår väl av salt. Jfr saltsten.

## Bygdemål
| Namn     | Trakt       | Referens | Kommentar |
| -------- | ----------- | -------- | --- |
| Saltgräs | Hälsingland | [ 1 ]    | I Roslagen (Uppland) betyder saltgräs i stället Knappsäv, Scirpus palustris L., medan man i Bohuslän kallar knappsäv för sälta. |

## Bilder

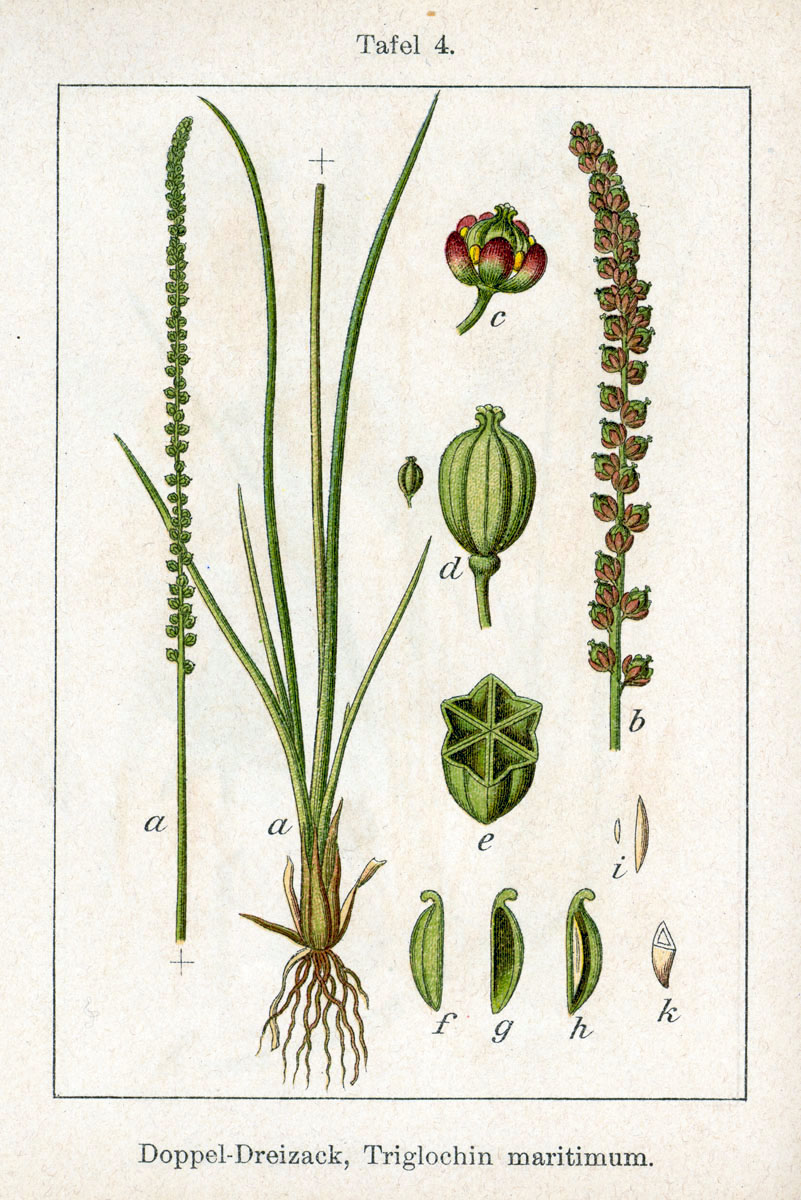
Från Johann Georg Sturm: Deutschlands Flora in Abbildungen. Konstnär författarens son Jacob SSturm
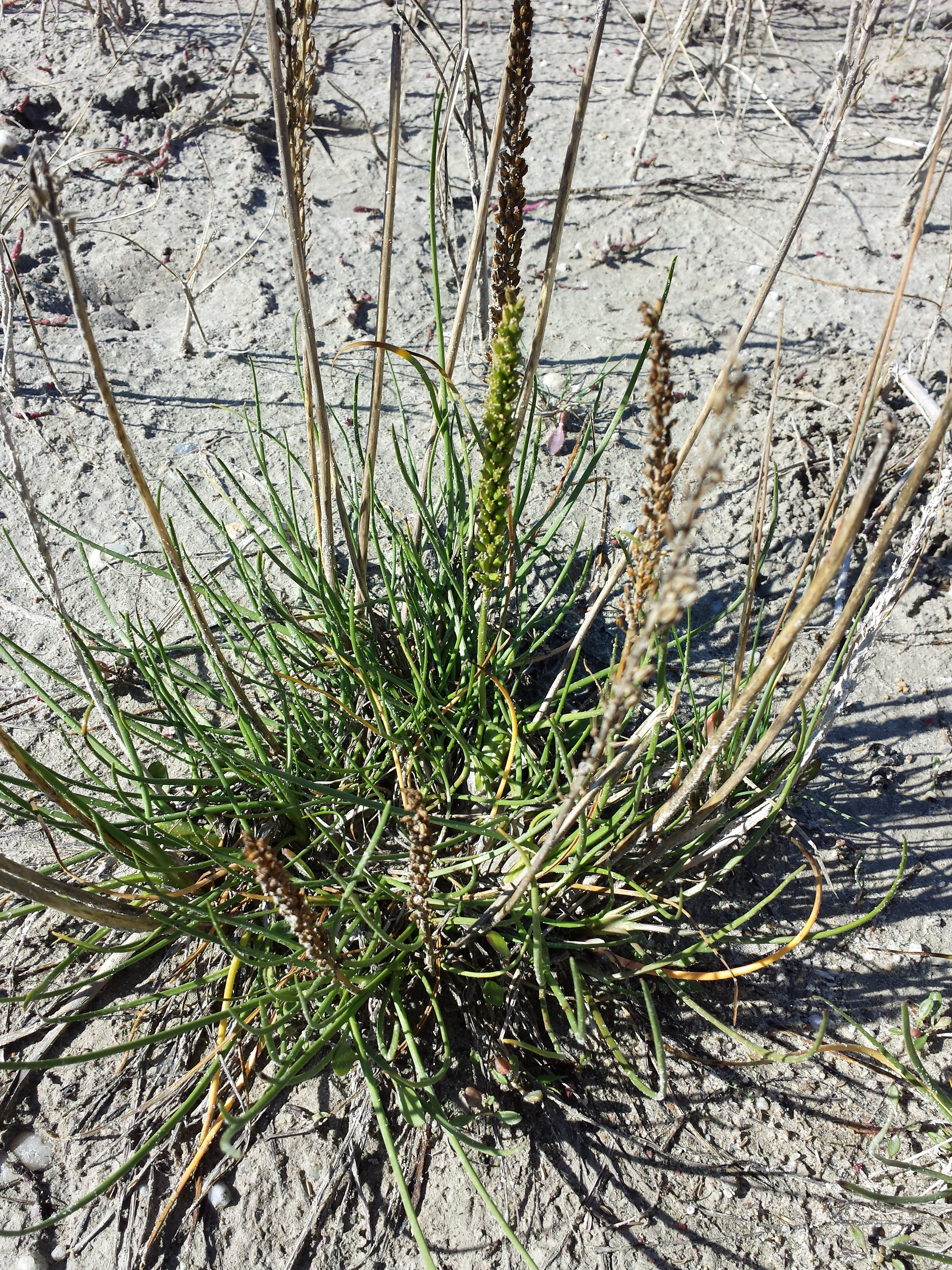
Tuva
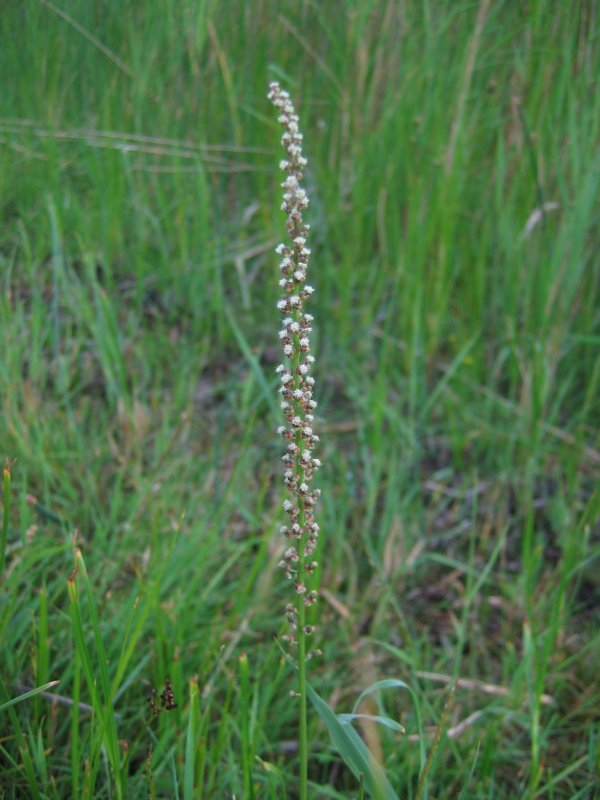
Blomstängel
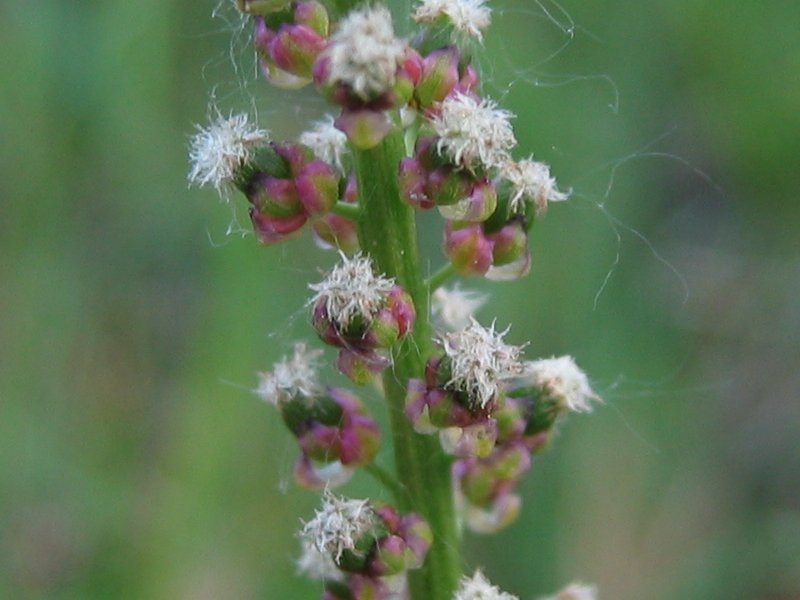
Detalj: blommor